# Hollogne-aux-Pierres
Hollogne-aux-Pierres (wa. Hologne-ås-Pires) – dzielnica (section) gminy Grâce-Hollogne w Belgii, w Regionie Walońskim, w prowincji Liège, w okręgu Liège. 1 stycznia 2020 roku liczyła 6531 mieszkańców. Do 31 grudnia 1970 r. samodzielna gmina. 

## Demografia
Liczba mieszkańców, stan na 1 stycznia:
| Rok                | 1930 | 1947 | 1961 | 2020 |
| ------------------ | ---- | ---- | ---- | ---- |
| Liczba mieszkańców | 5273 | 5556 | 6086 | 6531 |